# Ordre de succession au trône d'Espagne
Pour les articles homonymes, voir Trône (homonymie).

Armoiries royales de l'Espagne.

En Espagne, les lois de succession pour le trône sont définies dans plusieurs articles de la Constitution du royaume. Il s'agit, selon les termes de la Constitution, de donner l'ensemble des candidats possibles au titre de « roi (ou reine) d'Espagne ».

## Ordre de succession actuel
Philippe V, roi d'Espagne → Charles III, roi d'Espagne → Charles IV, roi d'Espagne → Ferdinand VII, roi d'Espagne → Isabelle II, reine d'Espagne → Alphonse XII, roi d'Espagne → Alphonse XIII, roi d'Espagne → Juan de Borbón, comte de Barcelone → Juan Carlos Ier, roi d'Espagne → Felipe VI, roi d'Espagne.

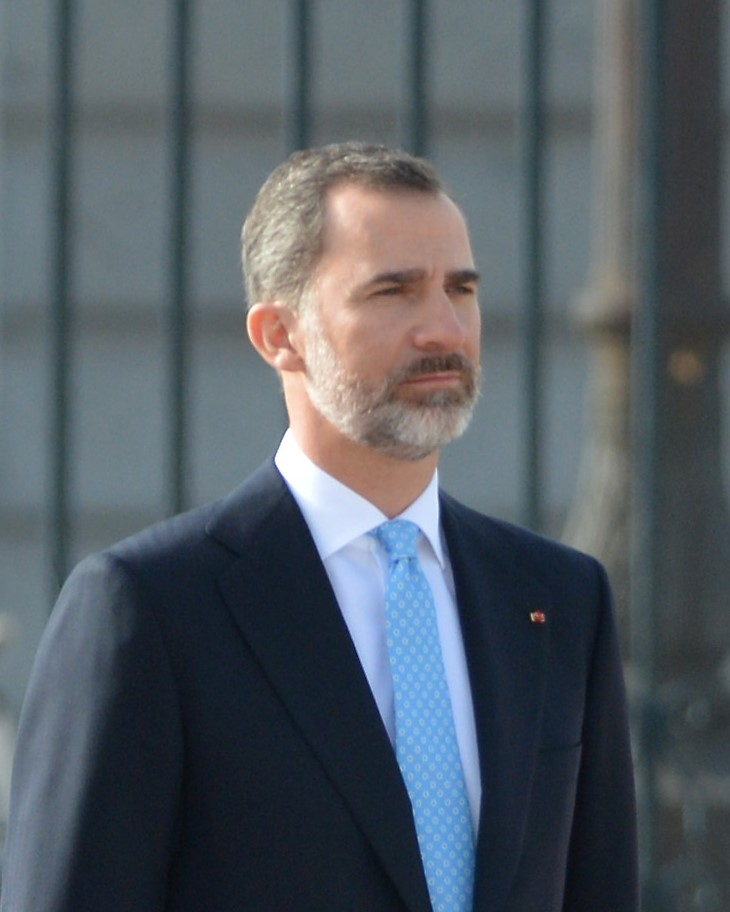
Felipe VI, roi d'Espagne depuis 2014.

Le roi Felipe VI, actuel souverain espagnol (« n° 0 » de la liste), né le 30 janvier 1968, devient roi d'Espagne après l'abdication de son père, le roi Juan Carlos Ier, le 19 juin 2014. L'ordre de succession au trône espagnol, défini dans la Constitution, est admis dans la succession du roi Juan Carlos Ier ; il est le suivant :
 Felipe VI, roi d'Espagne ;
(1) Leonor de Borbón y Ortiz, princesse des Asturies (née le 31 octobre 2005), fille aînée du roi Felipe VI ;
(2) Sofía de Borbón y Ortiz, infante d'Espagne (née le 29 avril 2007), fille cadette et dernier enfant du roi Felipe VI ;
(3) Elena de Borbón y Grecia, infante d'Espagne, duchesse de Lugo (née le 20 décembre 1963), fille aînée du roi Juan Carlos Ier ;
(4) Felipe de Marichalar y Borbón (né le 17 juillet 1998), unique fils et premier enfant de la duchesse de Lugo ;
(5) Victoria de Marichalar y Borbón (née le 9 septembre 2000), unique fille et dernier enfant de la duchesse de Lugo ;
(6) Cristina de Borbón y Grecia, infante  d'Espagne (née le 13 juin 1965), seconde fille du roi Juan Carlos Ier ;
(7) Juan Urdangarin y Borbón (né le 29 septembre 1999), fils aîné de l'infante Cristina ;
(8) Pablo Urdangarin y Borbón (es) (né le 6 décembre 2000), deuxième fils de l'infante Cristina ;
(9) Miguel Urdangarin y Borbón (es) (né le 30 avril 2002), troisième et dernier fils de l'infante Cristina ;
(10) Irene Urdangarin y Borbón (né le 5 juin 2005), seule fille et dernier enfant de l'infante Cristina.

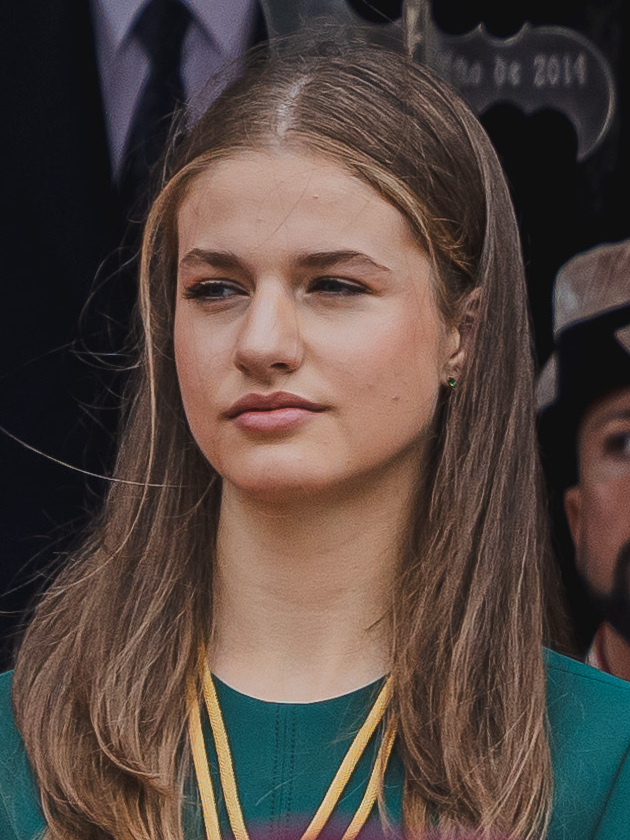
La princesse des Asturies, première dans l'ordre de succession.
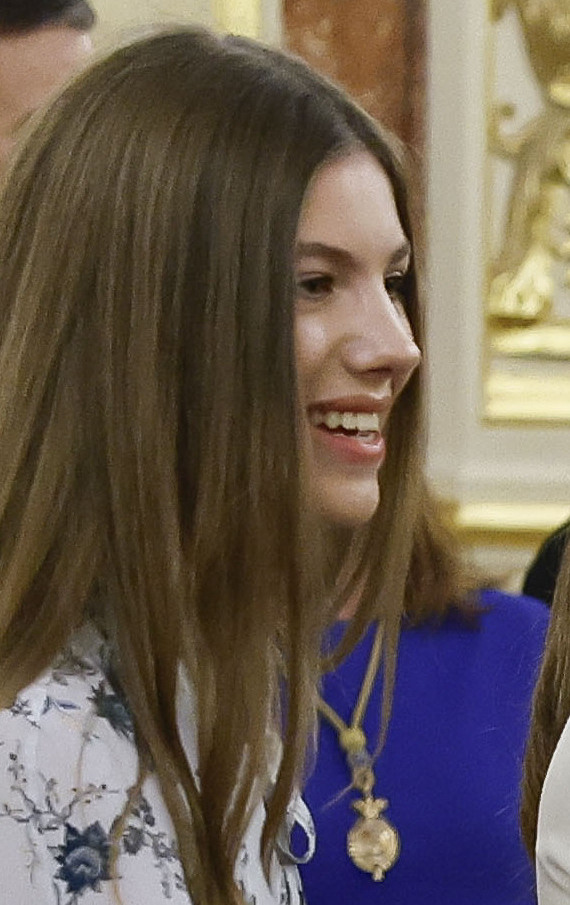
L'infante Sofía d'Espagne, deuxième dans l'ordre de succession.
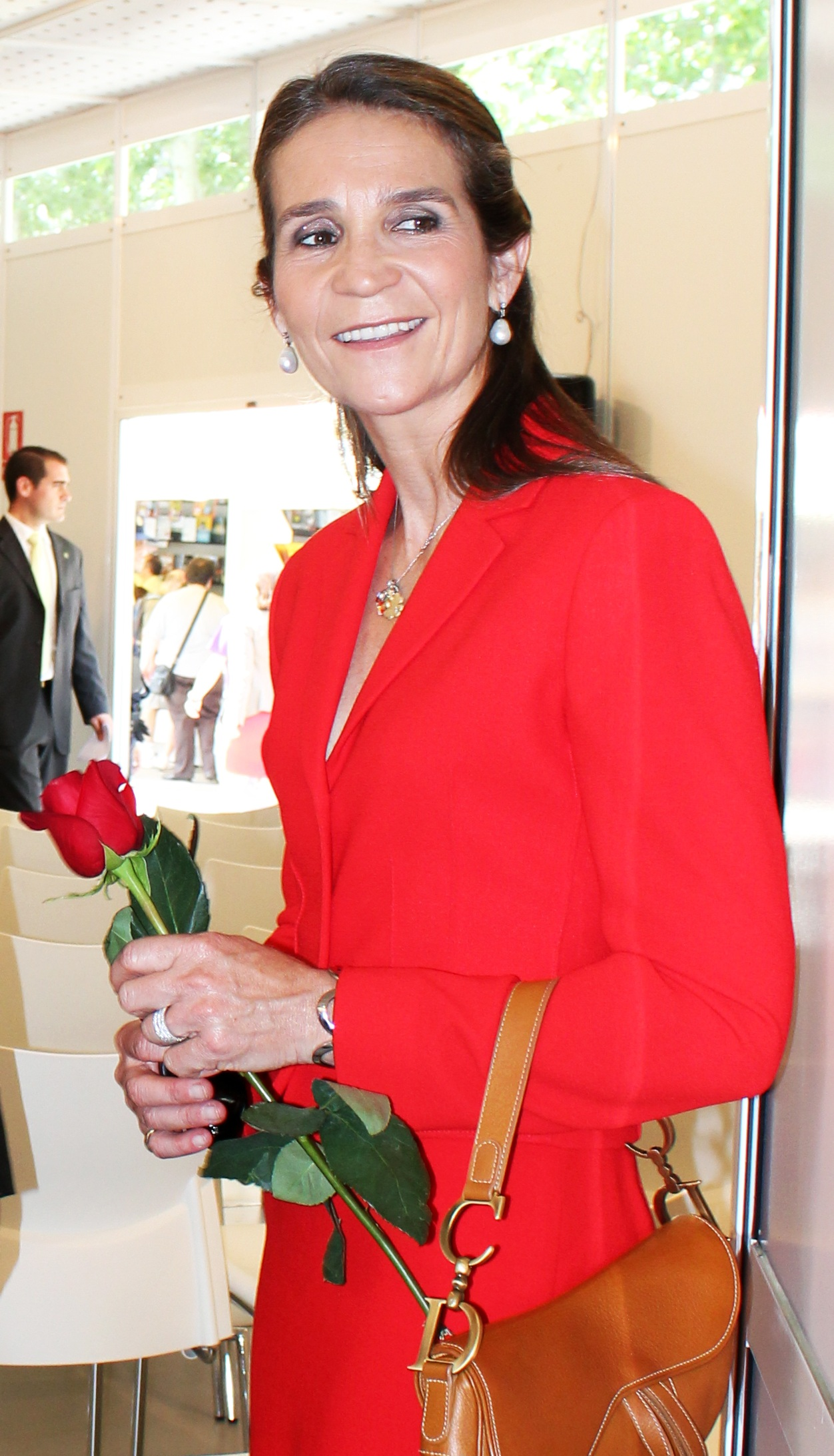
La duchesse de Lugo, troisième dans l'ordre de succession.
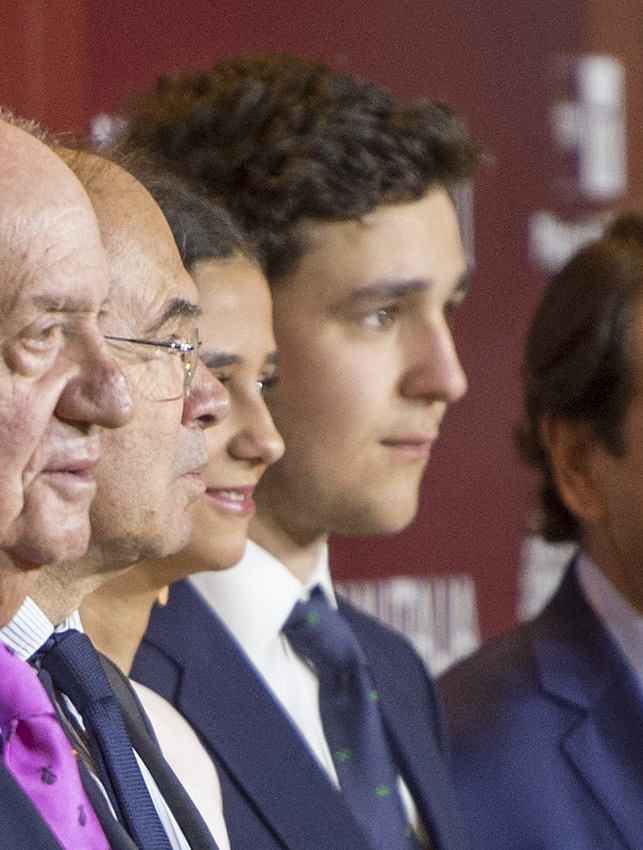
Felipe de Marichalar y Borbón, quatrième dans l'ordre de succession.
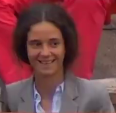
Victoria de Marichalar y Borbón, cinquième dans l'ordre de succession.
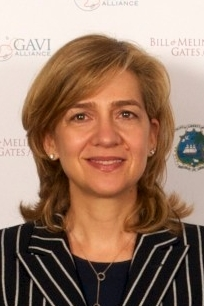
L'infante Cristina d'Espagne, sixième dans l'ordre de succession.

## Article 57 de la Constitution espagnole de 1978
La section 1 de l'article 57 de la Constitution espagnole de 1978 précise que « La Couronne d'Espagne est héréditaire pour les successeurs de Sa Majesté Juan Carlos I de Bourbon, héritier légitime de la dynastie historique. »  À ce jour, aucune précision n'a été apportée pour savoir si cette disposition inclut les personnes autres que les descendants du roi Juan Carlos, le terme « successeurs » ne voulant pas forcément dire « descendants ».
L'article 57 précise en outre que « Les abdications et les renonciations et toute incertitude de fait ou de droit survenant dans l'ordre de succession à la Couronne seront résolues par une loi organique ». Le même article dispose également que « Si toutes les lignes (généalogiques) appelées à la succession en droit sont éteintes, ou ont perdu leurs droits, les Cortes Generales pourvoiront à la succession de la Couronne de la manière la plus appropriée aux intérêts de l'Espagne. »